# Svarttjärnen (Lillhärdals socken, Härjedalen, 684155-142651)
Svarttjärnen är en sjö i Härjedalens kommun i Härjedalen och ingår i Ljusnans huvudavrinningsområde. Sjön har en area på 0,1 kvadratkilometer och ligger 506,4 meter över havet.

## Delavrinningsområde
Svarttjärnen ingår i det delavrinningsområde (684065-142647) som SMHI kallar för Ovan 684285-142563. Medelhöjden är 536 meter över havet och ytan är 5,91 kvadratkilometer. Räknas de 4 avrinningsområdena uppströms in blir den ackumulerade arean 50,36 kvadratkilometer. Gönan som avvattnar avrinningsområdet har biflödesordning 4, vilket innebär att vattnet flödar genom totalt 4 vattendrag innan det når havet efter 309 kilometer. Avrinningsområdet består mestadels av skog (98 procent). Avrinningsområdet har 0,1 kvadratkilometer vattenytor vilket ger det en sjöprocent på 1,7 procent.